# 蓮池公園駅
蓮池公園駅（ヨンジこうえんえき）は、大韓民国慶尚南道金海市にある釜山-金海軽電鉄の駅である。駅番号は19。

## 歴史
- 2011年9月9日 - 開業。

## 駅構造
相対式ホーム2面2線を有する高架駅で、フルスクリーンタイプのホームドアが設置されている。

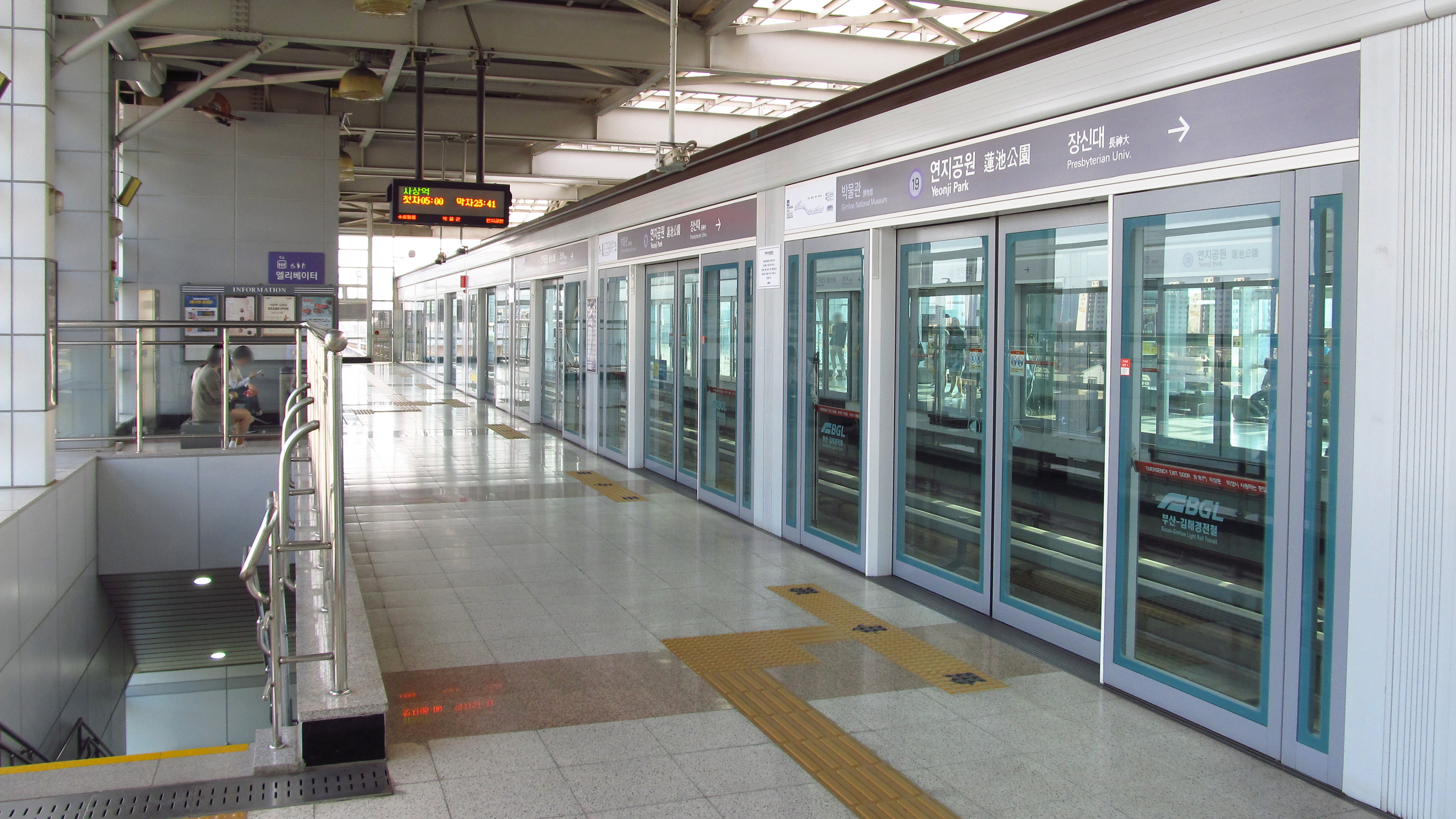
下りホーム（2018年3月）
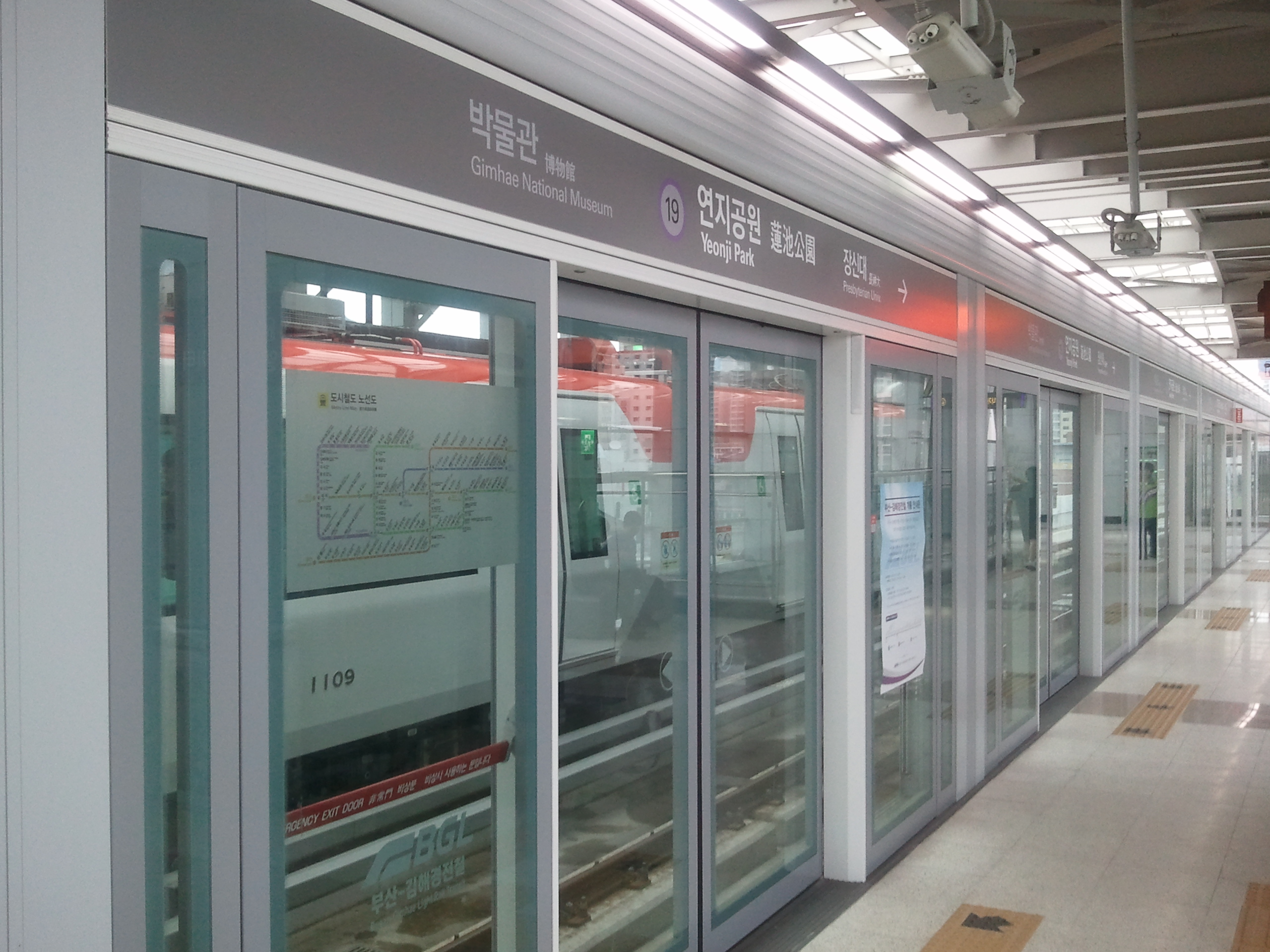
ホームドア

### のりば
| 上り | ●釜山-金海軽電鉄 | 沙上方面   |
| 下り | ●釜山-金海軽電鉄 | 加耶大方面 |

## 駅周辺
- 蓮池公園
- 亀山高等学校
- 金海亀旨初等学校
- 亀山中学校

## 隣の駅
釜山-金海軽電鉄
●釜山-金海軽電鉄
博物館駅（18） - 蓮池公園駅（19） - 長神大駅（20）